# ツォルン環
ツォルン環 (ツォルンかん、Zorn ring) は、数学においてすべての非冪零元 x に対してある元 y が存在して xy が 0 でない冪等元となるような交代環である (Kaplansky 1968, pages 19, 25), Kaplansky (1951)。これは類似の条件を (Zorn 1941) において研究したマックス・ツォルンにちなんで名づけられている。
結合的環に対して、ツォルン環の定義は以下のように言い換えることができる： ジャコブソン根基 J(R) は冪零元イデアルであり J(R) に含まれない R のすべての右イデアルは 0 でない冪等元を含む。「右イデアル」を「左イデアル」に置き換えても同値な定義になる。左または右アルティン環、左または右完全環、半準素環 (semiprimary ring)、フォン・ノイマン正則環はすべて結合的ツォルン環の例である。